# Río Grúzskaya (Kavalerka)
El río Grúzskaya (en ruso: Гру́зская es un río del óblast de Rostov y el krai de Krasnodar, afluente por la derecha del Kavalerka, tributario del Yeya.

## Curso
Nace al oeste de Tavrichanka y en sus 33 km de curso en dirección oeste atraviesa Mirni, Balko-Gruzski, Tverskói, Grúzskoye, Novopashkóvskaya. Desemboca en el curso medio del Kalaverka.